# Hypolytrum laxum
Hypolytrum laxum är en halvgräsart som beskrevs av Carl Sigismund Kunth. Hypolytrum laxum ingår i släktet Hypolytrum och familjen halvgräs. Inga underarter finns listade i Catalogue of Life.